# Live: The Beautiful Soul Tour
Live: The Beautiful Soul Tour je první živé album mladého amerického zpěváka Jesse McCartneye, které bylo vydané v roce 2005.

## Skladby
1. Without U – 4:00
2. That Was Then – 3:51
3. Because You Live – 3:43
4. Good Life – 3:17 (skrytá skladba z alba Beautiful Soul, z filmu Stuck In The Suburbs)
5. She's No You – 3:21
6. Best Day of My Life – 2:50 (z filmu Moderní popelka)
7. Take Your Sweet Time – 5:20
8. Why Don't You Kiss Her? – 3:39
9. What's Your Name? – 7:10
10. The Stupid Things – 5:00
11. Beautiful Soul – 4:26
12. Get Your Shine On – 6:47